# Gayle Bluth
Gayle Bluth, né le 19 avril 1925, à Colonia Juárez, au Mexique et décédé le 19 janvier 2013, à Chihuahua, au Mexique, est un ancien joueur mexicain de basket-ball.